# Trettiplus
Trettiplus är en svensk humorserie vars första säsong hade premiär 18 november 2016 på SVT. Den andra säsongen hade premiär 31 mars 2017.  Serien är skapad av den kvinnliga humorgruppen Stallet, som tidigare har hörts i radioprogrammet Kabyssen i P3. Serien avhandlar på ett humoristiskt sätt parmiddagar, vabbande och nyblivna mammor som har blivit besatta av sina bebisar och annat som hör livet 30+ till.
2018 Vinnare av Årets humorprogram för Trettiplus säsong 2, Svenska humorpriset
Serien blev nominerat till Kristallen 2017 (utan att vinna) i kategorin Årets humorprogram.

## Medverkande

### Huvudroller
| - Isabella Posse Boquist – Flera roller - Elin Thomasdotter Extor – Flera roller - Linn Mannheimer – Flera roller | - Isabelle Riddez – Flera roller - Anni Tuikka – Flera roller |

### Gästroller
| - Hedda Rehnberg – Maryam - Niklas Lindgren – Henrik - David Laib – Kidnapparen 1 | - Karl Larsson – - Kay Lindblad – Anders/Pojkvän - Börje Lundberg – Wilmas pappa |